# Liste von Dichterärzten
Dichterärzte sind Dramatiker, Epiker, Dichter oder Essayisten, welche neben ihrer schriftstellerischen Tätigkeit den Beruf des Arztes erlernt oder praktiziert haben. Der Arztberuf steht entweder neben der schriftstellerischen Existenz wie bei Justinus Kerner, Alfred Döblin und Gottfried Benn, wurde mit Ergreifen des Schriftstellerberufs bzw. dem Erfolg als Autor aufgegeben (Friedrich Schiller, Heinar Kipphardt, Hans Carossa) oder niemals ausgeübt (Paul Fleming, William Somerset Maugham, Stanisław Lem).

## Ausgewählte Dichterärzte

### Mittelalter
|  | Name (Lebensdaten)                       | Tätigkeit                             |
|  | ---------------------------------------- | ------------------------------------- |
|  | Jehuda ha-Levi * ca. 1075 † 1141         | sephardischer Dichter, Arzt           |
|  | Petrus de Ebulo * ca. 1196 † 1220        | italienischer Dichter, Chronist, Arzt |
|  | Johann Steinwert von Soest * 1448 † 1506 | deutscher Sänger, Dichter, Arzt       |

### 16. Jahrhundert
|  | Name (Lebensdaten)              | Tätigkeit                    |
|  | ------------------------------- | ---------------------------- |
|  | François Rabelais * 1494 † 1553 | französischer Erzähler, Arzt |

### 17. Jahrhundert
|  | Name (Lebensdaten)             | Tätigkeit                                |
|  | ------------------------------ | ---------------------------------------- |
|  | Paul Fleming * 1609 † 1640     | deutscher Dichter, Arzt                  |
|  | Angelus Silesius * 1624 † 1677 | deutscher Dichter, Hofarzt und Armenarzt |

### 18. Jahrhundert
|  | Name (Lebensdaten)               | Tätigkeit                                               |
|  | -------------------------------- | ------------------------------------------------------- |
|  | Ueda Akinari * 1734 † 1809       | japanischer Dichter und Essayist, Hausarzt              |
|  | Friedrich Schiller * 1759 † 1805 | deutscher Dramatiker, Dichter und Essayist, Militärarzt |

### 19. Jahrhundert
|  | Name (Lebensdaten)                        | Tätigkeit                                                                    |
|  | ----------------------------------------- | ---------------------------------------------------------------------------- |
|  | Justinus Kerner * 1786 † 1862             | deutscher Dichter, Oberamtsarzt                                              |
|  | John Keats * 1795 † 1821                  | englischer Dichter, Arzt                                                     |
|  | Georg Büchner * 1813 † 1837               | deutscher Dramatiker und Erzähler, Privatdozent für Medizin                  |
|  | Arthur Conan Doyle * 1859 † 1930          | schottischer Erzähler, Augenarzt                                             |
|  | Anton Pawlowitsch Tschechow * 1860 † 1904 | russischer Dramatiker und Erzähler, Arzt                                     |
|  | Mori Ōgai * 1862 † 1922                   | japanischer Erzähler, Militärarzt                                            |
|  | Arthur Schnitzler * 1862 † 1931           | österreichischer Dramatiker und Erzähler, Militärarzt und Allgemeinmediziner |

### 20. Jahrhundert
|  | Name (Lebensdaten)                             | Tätigkeit                                                                                       |
|  | ---------------------------------------------- | ----------------------------------------------------------------------------------------------- |
|  | William Somerset Maugham * 1874 † 1965         | englischer Erzähler, Arzt                                                                       |
|  | Albert Schweitzer * 1875 † 1965                | deutscher Essayist, Tropenarzt                                                                  |
|  | Alfred Döblin * 1878 † 1957                    | deutscher Erzähler und Essayist, Psychiater und Internist                                       |
|  | Hans Carossa * 1878 † 1956                     | deutscher Landarzt, Dichter und Erzähler                                                        |
|  | William Carlos Williams * 1883 † 1963          | amerikanischer Dichter, Kinderarzt und Geburtshelfer                                            |
|  | Gottfried Benn * 1886 † 1956                   | deutscher Dichter, Essayist, Militärarzt und Facharzt für Haut- und Geschlechtskrankheiten      |
|  | Michail Afanassjewitsch Bulgakow * 1891 † 1940 | russischer Erzähler, Landarzt                                                                   |
|  | Louis-Ferdinand Céline * 1894 † 1961           | französischer Erzähler und Essayist, Seuchenarzt, Arzt für Allgemeinmedizin und Kinderheilkunde |
|  | Miguel Torga * 1907 † 1995                     | portugiesischer Dichter, Erzähler, Hals-Nasen-Ohren-Arzt                                        |
|  | João Guimarães Rosa * 1908 † 1967              | brasilianischer Erzähler, Allgemeinmediziner und Militärarzt                                    |

### 21. Jahrhundert
|  | Name (Lebensdaten)          | Tätigkeit                            |
|  | --------------------------- | ------------------------------------ |
|  | António Lobo Antunes * 1942 | portugiesischer Erzähler, Psychiater |

## Weitere Dichterärzte

### A
- Emil Aarestrup (1800–1856), dänischer Dichter, niedergelassener Arzt und Stiftsphysikus
- Dannie Abse (1923–2014), walisischer Dichter, Krankenhausarzt
- Breno Accioly (1921–1966), brasilianischer Erzähler, Arzt
- Chris Adrian (1970), US-amerikanischer Erzähler, Kinderarzt
- Mark Akenside (1721–1770), englischer Dichter, Arzt
- Johann Friedrich Ernst Albrecht (1752–1814), deutscher Erzähler und Dramatiker, Oberarzt im Militärkrankenhaus
- Manuel Antônio de Almeida (1831–1861), brasilianischer Erzähler, Arzt
- Manolis Anagnostakis (1925–2005), griechischer Dichter, Radiologe
- Ludwig Anton (1872–1941), österreichischer Erzähler und Dramatiker, Arzt
- Valentin Argirov (1932), deutschsprachiger Erzähler, Facharzt für Innere Medizin
- John Armstrong (1709–1779), schottischer Dichter, Militärarzt
- David Assing (1787–1842), deutscher Dichter, Arzt
- Ernst Augustin (1927–2019), deutscher Erzähler, Psychiater
- Avicenna (980–1037), persischer Arzt, Philosoph und Dichter
- Mariano Azuela (1873–1952), mexikanischer Erzähler, Arzt

### B
- Peter Bamm (1897–1975), deutscher Essayist, Stabsarzt
- Pío Baroja (1872–1956), spanischer Erzähler, Amtsarzt
- Thomas Bartholin (1616–1680), dänischer Arzt und Dichter
- Alfredo Bauer (1924–2016), österreichisch-argentinischer Essayist, Erzähler und Dichter, Gynäkologe
- Paul Bertololy (1892–1972), deutscher Erzähler, Landarzt
- Ulrike Blatter (1962), deutsche Erzählerin, Psychotherapeutin
- Gustav Blumröder (1802–1853), deutscher Erzähler und Essayist, Psychiater
- Melitta Breznik (1961), österreichische Erzählerin, Ärztin und Psychiaterin
- Paul Briquel (1877–1922), französischer Dichter, Arzt
- Gustav Brühl (1862–1903), deutscher Dichter, niedergelassener Arzt
- Erwin Bücken (1910–2005), Schweizer Dichter, Arzt
- Gero Bühler (1968), deutscher Dichter und Erzähler, Psychiater
- Christoph Gottehr Burghart (1683–1745), deutscher Dichter, niedergelassener Arzt
- Emil Bürgi (1872–1947), Schweizer Dichter, Extraordinarius für medizinische Chemie und Pharmakologie an der Universität Bern

### C
- Reto Caslano (1937–2003), Schweizer Erzähler, Arzt
- Euricius Cordus (1486–1535), deutscher Dichter, Arzt
- Archibald Joseph Cronin (1896–1981), schottischer Erzähler, Chirurg
- Daniel Crüger (1639–1711), deutscher Dichter, Leibarzt
- Géza Csáth (1887–1919), ungarischer Dichter, Neurologe
- Caspar Cunradi (1571–1633), deutscher Dichter, Arzt

### D
- Dai Mangong (1596–1672), chinesischer Dichter, Arzt
- Enrico Danieli (1952), Schweizer Erzähler, Facharzt für Allgemeinmedizin
- Jean Delay (1907–1987), französischer Essayist, Psychiater
- Frieder Döring (1942), deutscher Erzähler und Dichter, Facharzt für Haut- und Geschlechtskrankheiten
- Hans Erich Blaich (1873–1945), deutscher Dichter, Lungenfacharzt
- Arthur Conan Doyle (1859–1930), britischer Arzt und Schriftsteller
- William Henry Drummond (1854–1907), kanadischer Dichter, Professor für Hygiene und Rechtsmedizin
- Georges Duhamel (1884–1966), französischer Erzähler, Chirurg
- Jaroslav Durych, tschechischer Erzähler, Militärarzt
- Tarek Dzinaj (1962–2004), deutscher Erzähler, Arzt

### E
- Zeno Einhorn (1899–1941), deutscher Dichter, niedergelassener Arzt
- Robert Eustace (1854–1943), erglischer Erzähler, Militärarzt

### F
- Heinrich Fabricius (1547–1612), deutscher Dichter, Arzt
- Jacob Fabricius (1576–1652), deutscher Dichter, Professor der Medizin an der Universität Rostock und Leibarzt
- Ernst von Feuchtersleben (1806–1849), österreichischer Essayist, Arzt
- Ludwig Finckh (1876–1964), deutscher Dichter, Arzt
- Karl Flesch (1874–1945), deutscher Dichter, Arzt
- Robert Flinker (1906–1945), deutschsprachiger Erzähler und Dichter, Psychiater
- Girolamo Fracastoro (ca. 1477–1553), italienischer Arzt und Dichter
- Ludwig August Frankl von Hochwart (1810–1894), österreichischer Dichter, Arzt
- Werner Freytag (1908–1991), deutscher Mund-, Kiefer- und Gesichtschirurg und Schriftsteller
- Hermann Friedl (1920–1988), österreichischer Erzähler und Dichter, Gemeindearzt
- Hans Fritsch (1882–1950), österreichischer Erzähler, Radiologe
- Wolfgang Funke (1937–2009), deutscher Erzähler, Facharzt für Allgemeinmedizin und Hygiene

### G
- Philipp Galen (1813–1899), deutscher Erzähler und Dramatiker, Landarzt und Militärarzt
- Heinrich Gassert (1857–1928), deutscher Dichter, Militärarzt und niedergelassener Arzt
- Gilles de Corbeil (1140–1224), französischer Dichter, Leibarzt
- Reinhard Goering (1887–1936), deutscher Dramatiker und Erzähler, Arzt
- Oliver St. John Gogarty (1878–1957), irischer Dichter, Hals-Nasen-Ohren-Arzt
- Richard Gordon (1921–2017), englischer Erzähler, Chirurg und Anästhesist
- Martin Gosky (1586–1656), deutscher Dichter, Arzt
- Gustav Adolf de Grahl (1793–1858), deutscher Dichter, Leibarzt
- Lars Fredrik Gravander (1778–1815), schwedischer Immunologe und Dichter
- Hans Gruhl (1921–1966), deutscher Erzähler, Kinderarzt und Radiologe
- Johann Christian Günther (1695–1723), Dichter und Arzt
- Martin Gumpert (1897–1955), US-amerikanischer Biograph und Essayist, Dermatologe und Professor am New York Medical College

### H
- Kaspar Hagen (1820–1885), deutscher Dichter, Stadtarzt
- Albrecht von Haller (1708–1777), Arzt und Dichter
- Jean Hamburger (1909–1992), französischer Essayist, Professor am Hôpital Necker
- Johannes Hartlieb (1400–1468), deutscher Essayist, Leibarzt
- Hermann Gottlieb Friedrich Hartmann (1826–1901), deutscher Dichter und Erzähler, Arzt
- Johann Ernst Hebenstreit (1703–1757), dichtender Arzt
- Jakob Hein (* 1971), deutscher Dichter und Erzähler, Arzt für Kinder- und Jugendpsychiatrie
- Johann Helwig (1609–1674), deutscher Dichter, Leibarzt
- Ludwig Herzer (1872–1939), österreichischer Librettist, Gynäkologe
- Max René Hesse (1877–1952), deutscher Erzähler, Arzt
- Jan Pieter Heye (1809–1876), niederländischer Dichter, Arzt
- Eckart von Hirschhausen (* 1967), deutscher Schriftsteller und Kabarettist, Arzt
- Paulus Hochgatterer (* 1961), österreichischer Erzähler, Psychiater
- Christian Hölmann (1677–1744), deutscher Dichter, Arzt
- Hans von Hoffensthal (1877–1914), österreichischer Dichter, Arzt
- Oliver Wendell Holmes, Sr. (1809–1894), US-amerikanischer Dichter und Erzähler, Arzt
- Miroslav Holub (1923–1998), tschechischer Dichter, Arzt
- Bernd Hontschik (* 1952), deutscher Essayist, Chirurg
- August Hornbostel (1786–1838), österreichischer Dichter, Arzt
- Richard Huldschiner (1872–1931), österreichischer Erzähler, niedergelassener Arzt
- Richard Huelsenbeck (1892–1974), deutscher Essayist, Psychiater

### J
- Friedrich Wilhelm Josias Jacobs (1793–1833), deutscher Erzähler, Landphysikus
- Alois Jeitteles (1794–1858), österreichischer Dichter, Arzt
- Harri Pritchard Jones (1933–2015), walisischer Erzähler, Psychiater
- Armin Jüngling (1909–1984), deutscher Erzähler und Dichter, niedergelassener Arzt
- Johann Heinrich Jung-Stilling (1740–1817), deutscher Erzähler und Essayist, Augenarzt

### K
- René Kaech (1909–1989), Schweizer Erzähler, Arzt
- Johannes Kähn (1810–1874), deutscher Dichter, Arzt
- Jonél Kalinczuk (1856–1934), österreichischer Dichter, Arzt
- Ben Kane (1970), irischer Erzähler, Tierarzt
- Siegfried Kapper (1820–1879), deutsch-tschechischer Dichter und Erzähler, Arzt
- Siegbert Kardach (1940), deutscher Dichter, Arzt
- Adam Karrillon (1853–1938), deutscher Erzähler, Schiffsarzt
- Klaus Kayser (1940), deutscher Erzähler, Professor für Pathologie
- Karl Keller (1914–1987), deutscher Dichter, Allgemeinmediziner
- Theobald Kerner (1817–1907), deutscher Dichter, Arzt
- Klaus Kessler (1925–2005), rumäniendeutscher Erzähler, Arzt
- Daniel Ketteler (1978), deutscher Erzähler, Arzt
- Rita el Khayat (1944), marokkanische Dichterin, Psychiaterin
- Hans Kinkel (1909–1991), deutscher Erzähler und Dichter, Landarzt
- Heinar Kipphardt (1922–1982), deutscher Dramatiker, Kinderarzt
- Jakob Klaesi (1883–1980), Schweizer Dramatiker und Dichter, Psychiater
- Hugo Otto Kleine (1898–1971), deutscher Dichter, Gynäkologe
- Hans Kloepfer (1867–1944), österreichischer Dichter, Werkarzt
- Gunther Klosinski (1945), deutscher Dichter, Psychiater
- Abe Kōbō (1924–1993), japanischer Erzähler, Mediziner
- Hans Koch (1881–1952), deutscher Erzähler und Dichter, Arzt
- David Ferdinand Koreff (1783–1851), deutscher Dichter, Arzt
- Carl Arnold Kortum (1745–1824), deutscher Erzähler, niedergelassener Arzt
- Karl Sigismund Kramer (1759–1808), deutscher Erzähler, Landarzt
- Johann Georg Krauer (1792–1845), Schweizer Dichter, Landarzt
- Elisabeth Kraushaar-Baldauf (1915–2002), deutsche Erzählerin, Ärztin
- Wolrad Kreusler (1817–1901), deutscher Dichter, Stadtphysikus und Strafanstaltsarzt
- Emil Kronenberg (1864–1954), deutscher Erzähler, Hals-Nasen-Ohren-Arzt
- Ulrich Kunath (1942), deutscher Erzähler, Chirurg

### L
- František Langer (1888–1965), tschechischer Dramatiker und Erzähler, Militärarzt
- Bertold Lasker (1860–1928), deutscher Dramatiker, Facharzt für Haut- und Beinkrankheiten
- Johann Lauremberg (1590–1658), dänischer Dichter, Arzt
- Mariano Lebrón Saviñón (1922–2014), dominikanischer Dichter, Kinderarzt
- Hans Joachim Leidel (1915–1962), deutscher Dichter, Arzt
- Stanisław Lem (1921–2006), polnischer Erzähler und Essayist, Mediziner
- Alexander Lenard (1910–1972), ungarischer Dichter, Arzt
- Julius Levin (1862–1935), deutscher Erzähler, Arzt
- Wolfgang Licht (1938), deutscher Erzähler, Gynäkologe
- Kaspar Gottlieb Lindner (1705–1769), deutscher Arzt und Dichter
- Günther Loewit (1958), österreichischer Erzähler, Arzt
- Friedrich Otto Armin Loofs (1886–1930), deutscher Erzähler, Psychiater
- Petrus Lotichius Secundus (1528–1560), deutscher Dichter, Arzt
- Thomas Luthardt (1950), deutscher Dichter, Arzt

### M
- Joaquim Manuel de Macedo (1820–1882), brasilianischer Erzähler und Dramatiker, Arzt
- Julius Mayr (1855–1935), deutscher Erzähler, Hausarzt
- Colleen McCullough (1937–2015), australische Erzählerin, Ärztin
- Lorenzo Mediano (1959), spanischer Erzähler, Arzt
- Alfred Meißner (1821–1885),  deutsch-böhmischer Erzähler, Spitalarzt
- Nikolaus Meyer (1775–1855), deutscher Dramatiker, Kurarzt
- Hans Meyer-Hörstgen (1948), deutscher Erzähler und Dramatiker, Psychiater
- Julius Minding (1808–1850), deutscher Dramatiker, Arzt
- Johann Alois Minnich (1801–1885), Schweizer Dichter, Badearzt
- Gynter Mödder (1942–2024), deutscher Erzähler, Facharzt für Nuklearmedizin
- Max Mohr (1891–1937), deutscher Dramatiker und Erzähler, Arzt
- Saitō Mokichi (1882–1952), japanischer Dichter, Psychiater
- Hans Much (1880–1932), deutscher Erzähler und Dichter, Immunologe
- Axel Munthe (1857–1949), schwedischer Arzt, Erzähler
- Herbert Meinhard Mühlpfordt (1893–1982), deutscher Erzähler und Essayist, Arzt
- Wolfgang Müller von Königswinter (1816–1873), deutscher Dichter, Arzt
- Hanns Otto Münsterer (1900–1974), deutscher Dichter, Arzt
- Karl Friedrich Masuhr (1939), deutscher Erzähler und Dramatiker, Neurologe und Psychiater

### N
- Theodor Nasemann (1923–2020), deutscher Dichter, Dermatologe
- Johann Neander (1595/96-), deutscher Dichter, Arzt
- Valerius Wilhelm Neubeck (1765–1850), deutscher Dichter, niedergelassener Arzt
- Anton Noder (1864–1936), deutscher Dichter und Erzähler, Arzt
- Notker II. (905–975), Schweizer Dichter, Physicus

### O
- Arnold Ott (1840–1910), Schweizer Dramatiker und Dichter, Arzt

### P
- Oskar Panizza (1853–1921), deutscher Erzähler, Psychiater
- Marie Pappenheim (1882–1966), deutsche Librettistin, Ärztin
- Miodrag Pavlović (1928–2014), serbischer Dichter und Essayist, Arzt
- Eduardo Pavlovsky  (1933–2015), argentinischer Dramatiker, Psychiater
- Waleri Petrow (1920–2014), bulgarischer Dichter und Dramatiker, Arzt
- Max Picard  (1888–1965), Schweizer Essayist, Arzt
- Johann Valentin Pietsch (1690–1733), Dichter und Arzt
- Pierre Adolphe Piorry (1794–1879), französischer Arzt und Dichter
- Jörg M. Pönnighaus (1947), deutscher Dichter und Erzähler, Dermatologe
- Johannes Posthius (1537–1597), deutscher Dichter, Militärarzt
- Heinz Pototschnig  (1923–1995), österreichischer Erzähler und Dichter, Arzt

### Q
- Otto Julius Quehl (1857–1914), deutscher Dramatiker und Dichter, Arzt

### R
- Jeronimas Ralys (1876–1921), litauischer Dichter, Arzt
- Harald Rauchfuß (1945), deutscher Dichter, Psychiater
- Friedrich Reck-Malleczewen, deutscher Schriftsteller, Arzt
- Francesco Redi (1626–1697), italienischer Arzt und Dichter
- Emil Reiniger (1792–1849), deutscher Dichter, Arzt
- Carlos Vieira Reis (1935), portugiesischer Dichter und Erzähler, Chirurg
- Christian Friedrich Richter (1676–1711), Kirchenlieddichter und Arzt
- Max Ring (1817–1901), deutscher Erzähler, Arzt
- Georg Ringsgwandl (1948), deutscher Erzähler, Kardiologe
- Jürgen Rogge (1940–2021), deutscher Erzähler, Psychiater
- Angela Rohr (1890–1985), österreichisch-sowjetische Erzählerin, Ärztin
- Maximilian Rosenberg (1885–1969), deutscher Erzähler und Dichter, Psychiater
- Stepan Rudanskyj (1834–1873), ukrainischer Dichter, Arzt
- Dirk-Alexander Rümelin (1962), deutscher Essayist, Orthopäde

### S
- Johannes Salat (1498–1561), Schweizer Dramatiker, Arzt
- Hugo Salus (1866–1929), böhmischer Dichter und Erzähler, Gynäkologe
- Lydie Salvayre (1948), französische Erzählerin, Psychiaterin
- Hans-Christian Sarrazin (1914–2013), deutscher Dichter, Arzt
- Heinz Schauwecker (1894–1977), deutscher Dramatiker und Erzähler, Arzt
- Carl Ludwig Schleich (1859–1922), deutscher Essayist, Chirurg
- Heinrich von Schullern zu Schrattenhofen (1865–1955), österreichischer Schriftsteller, Militärarzt
- Georg Julius von Schultz (1808–1875), deutschbaltischer Dichter, Arzt
- Bodo Schütt (1906–1982), deutscher Dichter, Arzt
- Moacyr Scliar (1937–2011), brasilianischer Erzähler, Arzt
- Bruno Seidel (1530–1591), deutscher Dichter, Arzt
- Karl Borromäus Alexander Sessa (1786–1813), deutscher Dramatiker, niedergelassener Arzt
- Rupen Sevag (1885–1915), osmanisch-armenischer Dichter, Arzt
- Şeyhi (1371–1431), osmanischer Dichter, Arzt
- Siegfried von Sivers (1887–1956), deutschbaltischer Erzähler, Arzt
- Jan Jacob Slauerhoff (1898–1936), niederländischer Dichter, Erzähler, Schiffsarzt
- Albert Richard Smith (1816–1860), englischer Erzähler und Dramatiker, Arzt
- José Francisco Socarrás (1906/1907–1995) kolumbianischer Erzähler, Psychotherapeut
- Wilhelm Stricker (1816–1891), deutscher Essayist, Augenarzt
- Hans Martin Sutermeister (1907–1977), Schweizer Erzähler, Arzt
- Christian W. Schenk (1951), deutsch-rumänischer Dichter, Essayist und Übersetzer, Arzt

### T
- Takano Sujū (1893–1976), japanischer Dichter, Arzt
- Uwe Tellkamp (1968), deutscher Erzähler, Chirurg
- Karl Tiburtius (1834–1910), deutscher Erzähler, Militärarzt
- Wilhelm Tochtermann (1912–1974), deutscher Dichter, Psychotherapeut
- Daniel Triller (1695–1782), deutscher Arzt und Schriftsteller
- Bernhard Trittelvitz (1878–1969), deutscher Erzähler, Sanitätsrat
- Wilhelm Turteltaub (1816–1859), österreichischer Dramatiker, Stadtphysicus

### U
- Gerhard Uhlenbruck (1929–2023), deutscher Dichter, Professor am Max Planck-Institut für Hirnforschung
- Hellmuth Unger (1891–1953), deutscher Erzähler, Augenarzt
- Johann Christoph Unzer (1747–1809), deutscher Dramatiker und Erzähler, Arzt

### V
- Joachim Vadian (1484–1551), Schweizer Dichter und Chronist, Arzt
- Johann Emanuel Veith (1787–1876), österreichischer Dichter und Essayist, Professor an der Veterinärmedizinischen Universität Wien
- Gerhard Vescovi (1922–1998), deutscher Erzähler, Radiologe
- Simon Vestdijk (1898–1971), niederländischer Dichter und Essayist, Schiffsarzt
- Monika Vogelgesang (1960), deutsche Erzählerin, Psychiaterin
- Walter Vogt (1927–1988), Schweizer Erzähler, Psychiater
- Vasile Voiculescu (1884–1963), rumänischer Dramatiker, Arzt
- Franz Josef Vonbun (1824–1870), österreichischer Dichter, niedergelassener Arzt

### W
- Ferdinand Weber (1812–1860), deutscher Dichter, Professor für Pathologie an der Universität Kiel
- Friedrich Wilhelm Weber (1813–1894), deutscher Dichter, Arzt
- Katrin Wehmeyer-Münzing (1945), deutsche Dichterin, Fachärztin für Psychosomatik
- Ernst Weiß (1882–1940), deutscher Erzähler, Chirurg
- Dietrich Weller (1945), deutscher Erzähler, Palliativmediziner
- Paul Gottlieb Werlhof (1699–1767), deutscher Dichter, Arzt
- Carl Anton Wetterbergh (1804–1889), schwedischer Erzähler, Militärarzt
- Karl Friedrich Gottlob Wetzel (1779–1819), deutscher Dramatiker und Dichter, Arzt
- Frank Weymann (1948–1997), deutscher Erzähler, Arzt
- Friedrich Wolf (1888–1953), deutscher Dramatiker, Militärarzt
- Moritz Wormser (1867–1940), deutscher Dramatiker, Arzt

### Y
- Augustus Young (1943), irischer Dichter, Epidemiologe
- Irvin D. Yalom (1931), US-amerikanischer Psychoanalytiker, Psychiater und Schriftsteller

### Z
- Hermann Wolfgang Zahn (1924–1965), deutscher Erzähler, Psychiater
- Albert Zeller (1804–1877), deutscher Dichter, Psychiater